# Leucothyreus synesius
Leucothyreus synesius är en skalbaggsart som beskrevs av Ohaus 1918. Leucothyreus synesius ingår i släktet Leucothyreus och familjen Rutelidae. Inga underarter finns listade i Catalogue of Life.